# José Luis Duque
José Luis Duque González (Bilbao, Vizcaya, 27 de octubre de 1918- 9 de noviembre de 1991) fue un futbolista español que jugaba como delantero.

## Trayectoria
Duque se inició como futbolista en la Unión Deportiva Salamanca, con el que debutó en Segunda División en 1939. La temporada 1940-41 la disputó en el Real Valladolid Deportivo para jugar en Segunda División para volver la siguiente temporada a la Unión Deportiva Salamanca que continuaba en Segunda División. En 1942 se incorporó al Athletic Club, con el que logró diez goles en las primeras siete jornadas de Liga que disputó, incluyendo goles tanto al Real Madrid como al Fútbol Club Barcelona. Sin embargo, apenas tuvo mayor incidencia en los siguientes meses ya que sólo jugó cinco partidos más. En la temporada 1943-44 inició la temporada jugando un partido con el Arenas Club en Segunda División y, para la siguiente semana, regresó al club bilbaíno. Nuevamente, tuvo un inicio arrollador al anotar un triplete en la segunda jornada ante el Deportivo de la Coruña, pero, al igual que en su anterior etapa, no tuvo contuinuidad y acabó la campaña con ocho goles en diez partidos.
Su siguiente destino fue el RCD Español, en el que pasó dos temporadas. En su primera campaña logró seis tantos, mientras que durante la segunda campaña se marchó a la UD Salamanca. En el club charro logró siete tantos, que no evitó el descenso a Tercera División. Para la temporada 1946-47 firmó por el Racing de Santander, donde sufrió su segundo descenso de categoría consecutivo. En 1948 fichó por la Gimnástica de Torrelavega, con el que ascendió a Segunda División en su primera campaña. En la campaña 1949-50 marcó 28 goles en solo 26 partidos, siendo el segundo máximo goleador de Segunda División. Se retiró en las filas de la SD Eibar en 1951.

## Clubes
| Club                      | País   | Año       |
| ------------------------- | ------ | --------- |
| UD Salamanca              | España | 1939-1940 |
| Real Valladolid Deportivo | España | 1940-1941 |
| UD Salamanca              | España | 1941-1942 |
| Athletic Club             | España | 1942-1943 |
| Arenas Club               | España | 1943      |
| Athletic Club             | España | 1943-1944 |
| RCD Español               | España | 1944-1945 |
| UD Salamanca              | España | 1945-1946 |
| Racing de Santander       | España | 1946-1947 |
| Gimnástica de Torrelavega | España | 1948-1950 |
| SD Eibar                  | España | 1950-1951 |

## Palmarés
- Primera División (1943).
- Copa del Generalísimo (1943, 1944.